# Buddy Ebsen
Christian Rudolph Ebsen Jr. (Belleville, Illinois, 2 de abril de 1908-Torrance, California, 6 de julio de 2003), más conocido por su nombre artístico de Buddy Ebsen, fue un actor y bailarín estadounidense. Ebsen es más conocido por dos papeles televisivos de CBS: Jed Clampett en la comedia de situación The Beverly Hillbillies (1962-1971) y luego cuando interpretó al personaje principal en el drama de detectives Barnaby Jones (1973-1980).

## Primeros años
Su verdadero nombre era Christian Rudolph Ebsen Jr. y nació en Belleville (Illinois). Su padre, Christian Rudolph Ebsen Sr., era danés y su madre, Frances, letona. Vivió en Belleville hasta los diez años de edad, cuando su familia se mudó al condado de Palm Beach. Tras una breve estancia allí, Ebsen y su familia se trasladaron en 1920 a Orlando (Florida). En esa ciudad Ebsen y sus hermanas aprendieron a bailar en el estudio de danza que dirigía su padre. 
Se graduó en la Orlando High School en 1926. Inicialmente interesado en una carrera médica, Ebsen estudió en la Universidad de la Florida en Gainesville (Florida), entre 1926 y 1927, y después en el Rollins College de Winter Park, Florida, desde 1927 a 1928. Problemas económicos familiares le forzaron a abandonar sus estudios a los veinte años de edad.

## Carrera profesional
Ebsen dejó Orlando en el verano de 1928 para ganarse la vida como bailarín. Cuando llegó a Nueva York, formó con su hermana, Vilma Ebsen, un número que representaban en clubes y locales de vodevil —eran conocidos como The Baby Astaires—. En Broadway actuaron como miembros del coro en las obras Whoopee, Flying Colors y Ziegfeld Follies de 1934. Una crítica muy favorable de Walter Winchell, que les vio trabajar en Atlantic City, les dio la oportunidad de actuar en el Teatro Palace de Nueva York, el local más importante del mundo del vodevil.   

### Contrato con MGM
En 1935 MGM propuso a los hermanos Ebsen hacer una prueba cinematográfica, tras la cual firmaron un contrato de dos años con una opción de dos años también, con un salario de 1500 dólares semanales. Se trasladaron a Hollywood, y debutaron el cine con Broadway Melody of 1936. Fue la primera y única película de Vilma, pues un problema relacionado con su contrato le impidió rodar otras, por lo que decidió retirarse pronto del mundo del espectáculo. Sin embargo, Buddy trabajó en numerosos musicales y largometrajes de otro tipo, incluyendo Born to Dance y Captain January (en el cual bailaba con Shirley Temple), Broadway Melody of 1938 (con una joven Judy Garland como compañera de baile), y The Girl of the Golden West. Además de bailar solo, también lo hizo junto a actrices de la talla de Eleanor Powell y Frances Langford, entre otras. 
Ebsen se hacía notar por su estilo de baile y de canto inusual, casi surreal, razón por la cual probablemente fue elegido por Walt Disney como modelo para animar el baile de Mickey Mouse en los cortos Silly Symphony.

### El mago de Oz
Cuando rechazó la oferta de Louis B. Mayer acerca de un contrato exclusivo con MGM, el productor le advirtió que nunca volvería a encontrar trabajo en Hollywood. Sin embargo, fue elegido para hacer el papel de Espantapájaros en el clásico de 1939 El mago de Oz. Después intercambió el papel con Ray Bolger, que iba a interpretar al Hombre de Hojalata. Ebsen grabó todas sus canciones, y empezó a rodar el filme. Poco después empezó a notar calambres y disnea, siendo necesario finalmente hospitalizarle. Se determinó que la causa era una alergia al polvo de aluminio usado en el maquillaje. Como resultado de todo ello, hubo de abandonar el rodaje de la película. Ebsen fue reemplazado por Jack Haley, y el maquillaje se sustituyó por una pasta.

### Segunda Guerra Mundial
Tras recuperarse de su enfermedad, se vio enredado en una disputa con MGM que le dejaba con largos períodos de ocio. Se dedicó a la navegación, llegando a ser tan diestro que enseñaba a los candidatos a la Armada de los Estados Unidos. En 1941 entró en los Guardia Costera de Estados Unidos, llegando al grado de teniente. Sirvió como oficial de control de daños y más tarde como oficial ejecutivo en la fragata USS Pocatello, la cual trabajaba como «estación climática» aproximadamente a 1500 millas al oeste de Seattle. Se licenció en 1946.

### Vuelta a la interpretación
Ebsen debutó en televisión en un episodio de The Chevrolet Tele-Theatre en 1949. Este fue el inicio de otras actuaciones, entre ellas: Stars over Hollywood, Gruen Guild Playhouse, cuatro episodios de Broadway Television Theatre, Schlitz Playhouse of Stars, Corky and White Shadow, la producción de Heinz Studio 57, Screen Directors Playhouse, dos capítulos de Climax!, Playhouse 90, Westinghouse Desilu Playhouse, Johnny Ringo, dos episodios de Bonanza, uno de ellos fue el capítulo 14 de la primera temporada. Una entrega de The Andy Griffith Show, tres de Maverick, 77 Sunset Strip, entre otras muchas. Finalmente consiguió fama por su interpretación de Georgie Russel, el leal compañero de Davy Crockett en la miniserie de Disney Davy Crockett (1954-1955).  
En la temporada 1958-1959, Ebsen fue coprotagonista en la serie de aventuras de la NBC Northwest Passage. Ebsen interpretaba al sargento Hunk Marriner, y Keith Larsen (1924-2006) al personaje principal.

### Bus StopyBreakfast at Tiffany's(1961)
En la década de 1950, Ebsen trabajó en diversos largometrajes, particularmente del género wéstern. En 1961-1962 interpretó a Virge Blessing en la serie interpretada por Marilyn Maxwell para la ABC Bus Stop. Varios episodios de la misma fueron dirigidos por Robert Altman. El papel de Ebsen había sido interpretado por Arthur O'Connell en el filme Bus Stop, en el cual se inspiraba la serie.
Ebsen recibió buenas críticas por su papel en 1961 de Doc Golightly en Breakfast at Tiffany's. Gracias a esta interpretación el director de reparto de la serie The Beverly Hillbillies le ofreció trabajar en la misma.

### The Beverly Hillbillies(1962-1971)
Ebsen finalmente se hizo verdaderamente famoso gracias a The Beverly Hillbillies, interpretando a Jed Clampett. Aunque la serie de 1962 fue desdeñada por la crítica, el show tuvo un éxito masivo, atrayendo a sesenta millones de espectadores en la CBS entre 1962 y 1971. Aunque Irene Ryan fue la intérprete más alabada, ganando dos nominaciones al Emmy, y Donna Douglas recibió la mayor parte de la publicidad de los medios, Ebsen fue la estrella del reparto. La serie todavía tenía buenos índices de audiencia cuando fue cancelada por la CBS. Una década más tarde, Ebsen retomó su papel para el telefilme de 1981 Return of The Beverly Hillbillies.
La actriz cinematográfica de la década de 1940 Irene Ryan interpretaba a la suegra de Jed, Daisy Moses, a pesar de tener únicamente seis años más que Ebsen. Max Baer Jr. era el joven sobrino de Jed, Jethro Bodine, y Donna Douglas su hija, Elly May Clampett.

### Barnaby Jones(1973-1980)
Ebsen volvió a la televisión en 1973 para protagonizar Barnaby Jones, que se convirtió en su segundo mayor éxito en su trabajo con las series televisivas. El show duró ocho temporadas y media, con un total de 178 episodios. Lee Meriwether, Miss America de 1955, interpretaba a la nuera de Barnaby, Betty Jones. Ebsen también interpretó al personaje en otras dos producciones, un episodio en 1975 de Cannon, y en la película de 1993 The Beverly Hillbillies, una versión de su otra serie.

### Otros trabajos televisivos
Su último trabajo regular en una serie televisiva fue como Roy Houston en Matt Houston, producción de la ABC protagonizada por Lee Horsley. Ebsen actuó en la temporada 1984-1985.
Ebsen también fue narrador de la serie documental Disney Family Album en los años ochenta. También intervino en Reading Rainbow en 1985, y su último papel como artista invitado tuvo lugar en 1994 en un episodio de Burke's Law.
Su último trabajo como actor fue en 1999, dando voz en un capítulo de King of the Hill.

## Vida personal
Ebsen se casó con Ruth Cambridge en 1936 y tuvo dos hijas: Elizabeth y Alix. La pareja se divorció en 1942. En 1944 se casó con Nancy Wilcott, con la que tuvo cinco hijos: Susannah, Cathy, Bonnie, Kiersten, y Dustin. En 1985 se divorciaron. Ese mismo año conoció a su tercera esposa: Dorothy Knott. El matrimonio tuvo un hijo. 
En 2003 falleció Ebsen a causa de una neumonía en el Torrance Memorial Medical Center de Torrance (California). Fue incinerado y sus cenizas esparcidas en el mar.
Buddy Ebsen recibió una estrella en el Paseo de la fama de Hollywood, en el 1765 de Vine Street, y otra más en el Paseo de la Fama de St. Louis.

## Filmografía
- Broadway Melody of 1936 (1935)
- Captain January (1936)
- Born to Dance (Nacida para la danza) (1936)
- Banjo on My Knee (1936)
- Broadway Melody of 1938 (1937)
- The Girl of the Golden West (Ciudad de oro) (1938)
- Yellow Jack (1938)
- My Lucky Star (1938)
- Four Girls in White (1939)
- The Kid from Texas (1939)
- Hollywood Hobbies (1939) (corto)
- They Met in Argentina (1941)
- Parachute Battalion (1941)
- Sing Your Worries Away (1942)
- Under Mexicali Stars (1950)
- Silver City Bonanza (1951)
- Thunder in God's Country (1951)
- Rodeo King and the Senorita (1951)
- Utah Wagon Train (1951)
- Night People (Decisión a medianoche) (1954)
- Red Garters (1954)
- Davy Crockett, King of the Wild Frontier (1954)
- Davy Crockett and the River Pirates (1956)
- Attack! (1956)
- Between Heaven and Hell (Los diablos del Pacífico) (1956)
- Mission of Danger (1959)
- Frontier Rangers (Furia salvaje) (1959)
- Dimensión desconocida (episodio: «The Prime Mover») (1961)
- Fury River (1961)
- The Barbara Stanwyck Show, como Dr. Mark Carroll en «Little Big Mouth» (NBC, 1961)
- Breakfast at Tiffany's (1961)
- The Interns (Hombres que dejan huella) (1962)
- Mail Order Bride (Al oeste de Montana) (1964)
- The Mike Bialka Story (1966)
- The One and Only, Genuine, Original Family Band (1968)
- Tom Sawyer (1973) (TV), como Muff Potter
- Fire on the Mountain (1981)
- Stone Fox (1987), como Grandpa
- Working Trash (1990), como Vandevere Lodge
- The Beverly Hillbillies (1993) (cameo)